# Oxymeris consors
Oxymeris consors é uma espécie de gastrópode do gênero Oxymeris, pertencente a família Terebridae.